# Kade

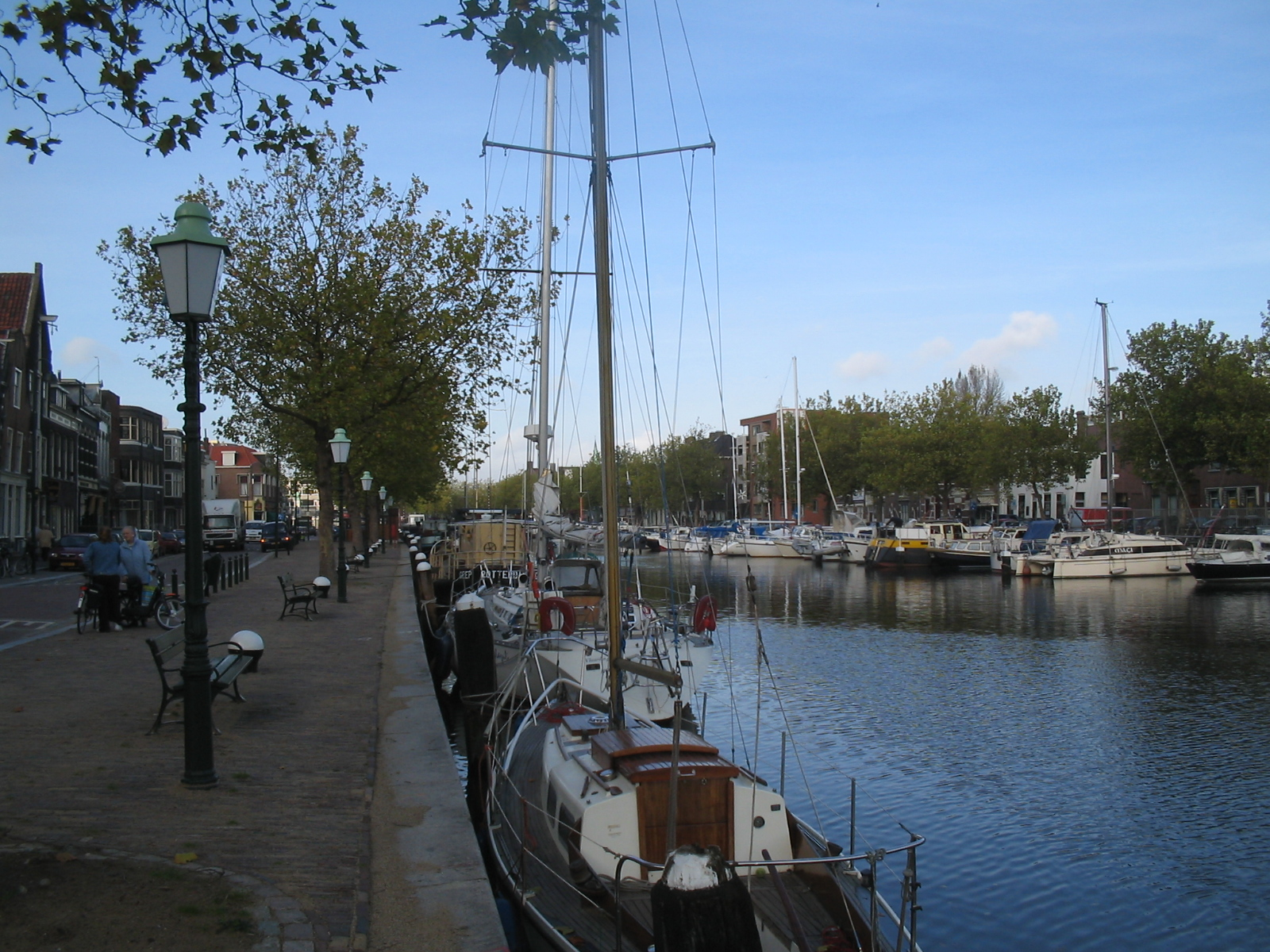
Kade van de Oude Haven te Vlaardingen (Nederland)

verkeersbord bij kade

Een kade of kaai is een beschoeide  of gemetselde oeverstrook. Oeverstroken worden meestal wal genoemd. Kenmerkend voor een kade is dat in extra faciliteiten voor het aanleggen van schepen is voorzien, zoals een verhard loopoppervlak (hout, steen, beton) boven op de wal, en bolders om schepen af te meren. Daarnaast wordt de benaming kade gebruikt voor een (lage) waterkering, bestaande uit een grondlichaam dat permanent belast wordt door een water met een relatief vast peil (een dijkje).
De hoogte van een (afmeer-)kade boven de waterspiegel wordt onder meer bepaald door de behoefte kleine (lage kade) of grote (hoge kade) schepen af te meren (dan ook wel aanlegkade of kademuur genoemd). Bij een kade die functioneert als waterkering, is de hoogte  afhankelijk van de variaties in het waterpeil. Over het algemeen varieert dit niet zoveel. (Bij dijken spelen de stormvloedstand en het getijverschil ook een rol.)

## Etymologie
Het Nederlandse woord kade komt van het Keltische woord cae, dat omheining betekent. In het Middelnederlands werd het overgenomen als caeye of caye, later kaai. Er ontstond in de Middeleeuwen ook een vorm cade, later kaa en in het Standaardnederlands kade. Dit is een hypercorrectie van het oorspronkelijke woord. Kade wist het als onbeschaafd ervaren woord kaai in Nederland te verdringen, maar in Vlaanderen wordt het nog wel veel gebruikt in straatnamen. Ook in de meeste dialecten wordt kaai gebruikt in plaats van kade.

## Kade (afmeervoorziening)

### Antieke kademuren

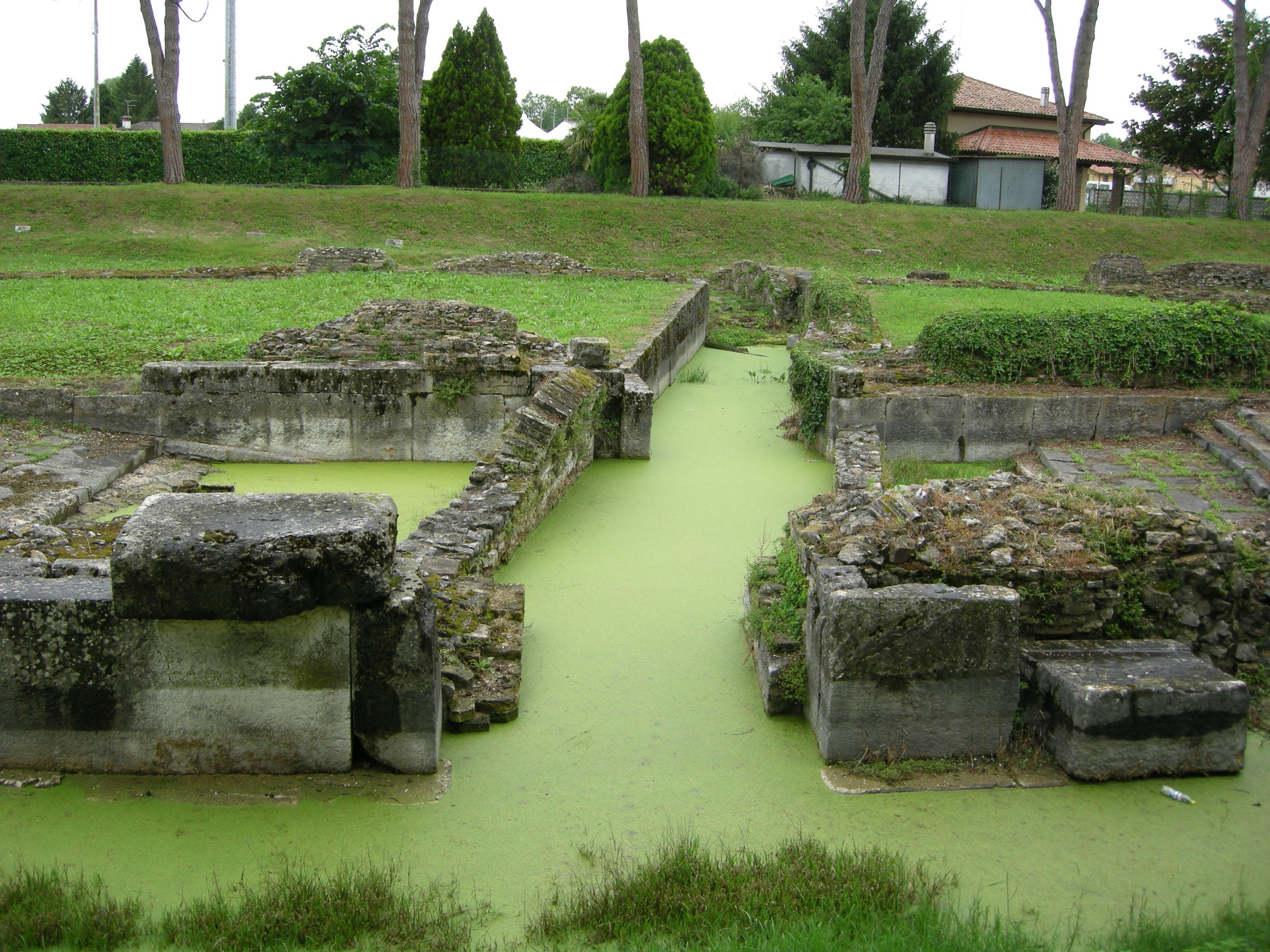
Romeinse kademuur van Aquileia

De Romeinen zijn begonnen met de constructie van kademuren. Voor die tijd werden schepen “op stroom“ gelost, dat wil zeggen dat het schip afgemeerd werd en op ankers of aan boeien en dat met kleinere bootjes de lading geladen of gelost werd. De Romeinen maakten deze kademuren als eerste van beton. In Nederland zijn onder ander in Velsen restanten van Romeinse havens gevonden met funderingen van kademuren. 

### Kades in de 17e tot de 19e eeuw

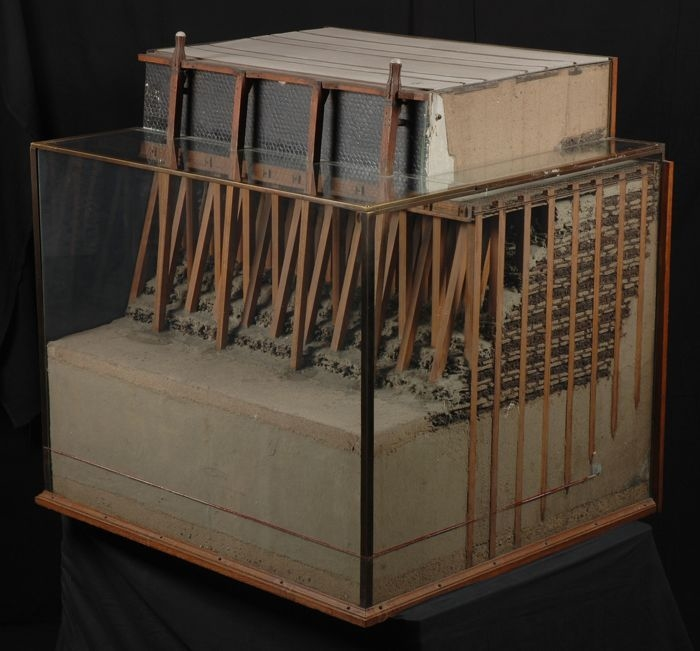
Model van een negentiende-eeuwse kademuur

In de periode na de Romeinen zijn kades in Nederland vooral houtconstructies (damwanden en palissades). In de 16e eeuw begon men met stenen kademuren. Deze wanden zijn meestal gefundeerd op houten palen. Doordat de houtconstructie als gevolg van haar ligging altijd onder water staat, is er weinig risico op paalrot. Wel is door de eeuwenlange belasting het hout soms samengeperst, waardoor er ongelijkmatige zettingen optreden, wat weer leidt tot scheurvorming in de (vaak gemetselde) kademuren. Ook door de steeds grotere belasting door afgemeerde schepen is de schade in de loop der eeuwen sterk toegenomen. Veel kades zijn inmiddels gerestaureerd. 
In Nederland zijn er heel veel van dit soort kademuren binnen stedelijke gebieden (langs grachten). Door de moderne belasting met verkeer treden hierdoor vaak afschuivingen op. Het onderhoud van deze binnenstedelijke kademuren is dan ook een bron van voortdurende zorg.

### Moderne kades

Zwaartekrachtconstructie

Moderne kades in zeehavens bestaan meestal uit een stalen damwand, een diepwand of een betonnen zwaartekrachtconstructie. Stalen damwanden worden vaak uitgevoerd als combiwand. Dit is een serie buisvormige palen met tussen de palen een normaal damwandprofiel. Een diepwand is een in de grond gemaakte betonnen wand. Zwaartekrachtconstructies zijn betonconstructies die in den droge gemaakt worden, meestal in  de vorm van een L, en die hun stabiliteit ontlenen aan hun eigen gewicht.

## Kade (waterkering)
Een kleine dijk wordt in Nederland ook een kade genoemd. In tegenstelling tot een dijk wordt de term kade gebruikt voor regionale keringen, o.a. langs boezems. Ook tijdelijke waterkeringen van grond worden vaak kaden genoemd.

### Boezemkades

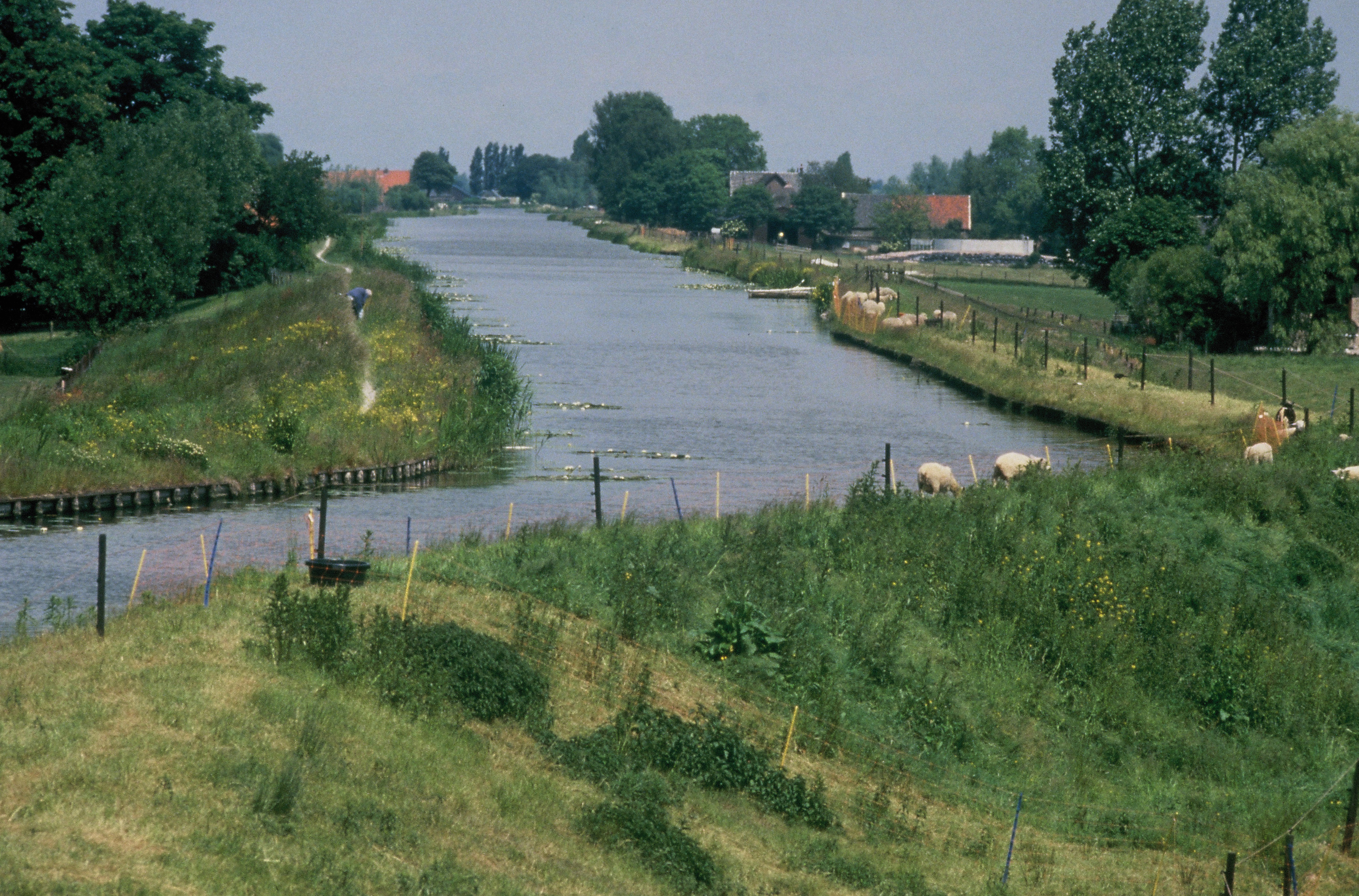
Boezem en boezemkaden in het Westland (Hoogheemraadschap van Delfland).

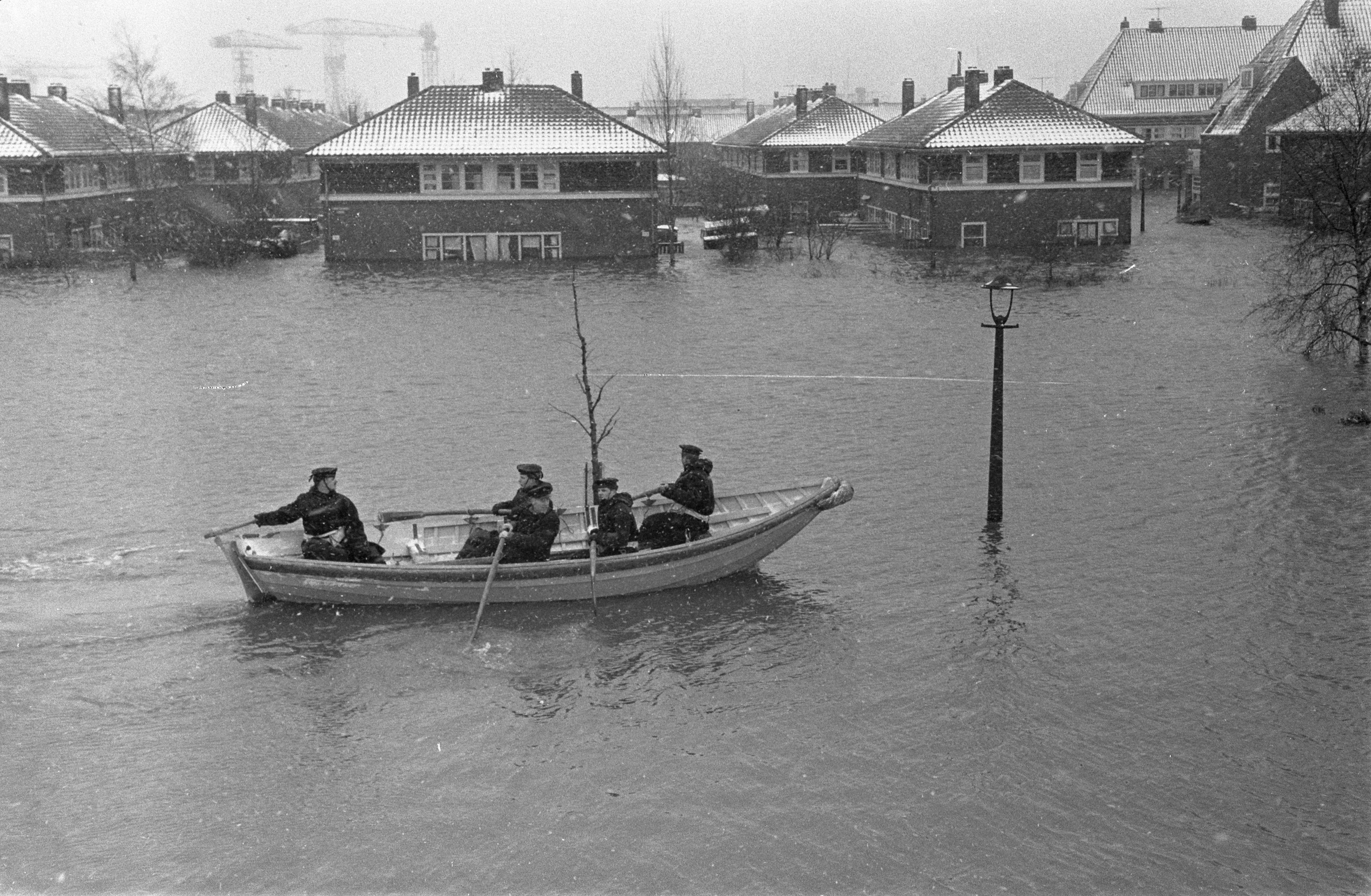
Tuindorp Oostzaan, 14 januari 1960

Een boezemkade is een kade die de polder scheidt van de boezem. Deze kaden (regionale keringen) zijn in beheer bij het waterschap. De kerende hoogte van deze kades is varieert sterk. In het verleden waren deze kaden in beheer bij de afzonderlijke polderbesturen, die vaak niet voldoende kennis of financiële middelen hadden om deze kwalitatief goed te beheren. Doorbraken van boezemkaden kwamen in het verleden dan ook regelmatig voor. De oorzaak van zo'n doorbraak was vaak van geotechnische aard (dus niet door overstromen van de kade). De meest recente grote doorbraak was die in Tuindorp Oostzaan in 1960. Dit was een doorbraak van de dijk van zijkanaal H van het Noordzeekanaal. Beheerstechnisch was deze dijk in 1960 een boezemkade. Bij een evaluatie van deze ramp bleek dat er bij veel boezemkades veel mis was. Daarom is toen deTechnische Adviescommissie voor de Waterkeringen  opgericht. die het systematisch boezemkadeonderzoek is begonnen. Dit programma liep tot 1972. In deze periode zijn zo'n 200 boezemkaden beoordeeld; de adviezen hebben in veel gevallen tot verbeteringen geleid. Tegenwoordig worden deze keringen administratief geen boezemkaden meer genoemd, maar regionale keringen of secundaire keringen. 

### Perskades

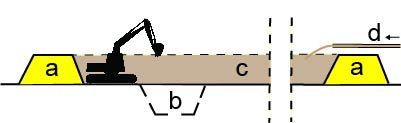

Om terreinen bouwrijp te maken en voor het aanbrengen van zandlichamen voor een weg wordt het zand vaak hydraulisch aangebracht (opspuiten). Via een pijpleiding wordt dan een zand-water mengsel in het terrein gebracht; het zand kan bezinken en het water stroomt weg. Dit leidt tot hele flauwe taluds, die meestal niet gewenst zijn. Daarom wordt vaak eerst rondom het op te spuiten terrein een perskade aangebracht. Deze kade wordt meestal gemaakt van het materiaal dat ter plekke al aanwezig was.

### Zomerkades
Zomerkades of zomerdijken zijn dijken langs uiterwaarden die overstromingen door zomerhoogwaters tegen gaan. In de winter overstromen de zomerkades regelmatig.

### Maaskade

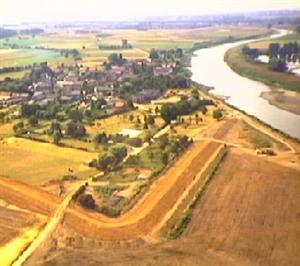
De Maaskade bij Itteren in aanleg na de hoogwaters van 1993 en 1995

De Maas in Limburg is tot 1995 een onbedijkte rivier geweest. Dat wil zeggen dat bij hoog water de rivier buiten haar oevers trad. Hoe groter de afvoer was, des te wijder het gebied dat onder liep. De Maas in Brabant en de Rijn zijn bedijkte rivieren; bij een hoogwatergolf stroomt de uiterwaard vol over de zomerkade, maar het water blijft wel tussen de bandijken. Na het hoogwater van 1995 is besloten om langs de Maas in Limburg een hybride systeem in te voeren. Er zijn kades aangelegd die met een kans van ca. 1:500 per jaar overstromen. Dit overstromingsrisico is voor de Maaskaden vastgelegd in de waterwet.